# Novell eDirectory
Novell eDirectory (korábban Novell Directory szolgáltatások, néha Netware Directory szolgáltatásként említik) egy X.500-kompatibilis könyvtárszolgáltatási  szoftver, 1993-ban jelentette meg a Novell. Forrásokhoz  több szerveren és számítógépeken keresztül hozzá lehet férni egy adott hálózaton belül. Az eDirectory egy hierarchikus, tárgyorientált adatbázis, amit különböző eszközök bemutatására használnak egy szervezeten belül egy logikai címtárfában, beleértve többek között a szervezeteket, szervezeti egységeket, embereket, pozíciókat, szervereket, köteteket, munkaállomásokat, alkalmazásokat, nyomtatókat, szolgáltatásokat és csoportokat.

## Jellemzői

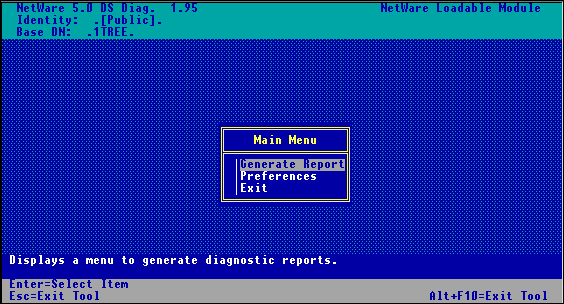
NetWare eDirectory CWorthy Management Tool

Az eDirectory dinamikus jogöröklődést használ, amely globális és specifikus hozzáférési irányítást is megengedi . A  hozzáférési jogokat az objektumokhoz a címtárfában, a kérelem időpontja és az objektumokhoz társított jogok - a fában való elhelyezkedésük alapján – határozzák meg, bármely biztonsági egyenértékűségeket, és az egyéni feladatokat. A szoftver támogatja a partícionálást a fa, bármely pontjában, valamint a partíció bárminemű másolatát , bármilyen számú szerverre. A szerverek között időszakosan előfordul, hogy másolat részeket használnak az objektumokból . Minden szerver működhet fő szerverként az általa tartalmazott információ alapján (feltéve, hogy a másolat nem csupán olvasható). Továbbá a másolatok szűrhetőek, hogy kizárólag a meghatározott attribútumokat tartalmazzál, a sebességnövelés érdekében (például a másolatot be lehet állítani, hogy kizárólag csak egy nevet és telefonszámot tartalmazzon, vállalati címjegyzékként használva, a teljes felhasználói profillal szemben).
A szoftver támogatja a hivatkozási integritást, multi-master replikációt, és a moduláris hitelesítési architektúrát. Az információk hozzáférhetők LDAP-on, DSML-en, SOAP-on, ODBC-en, JDBC-n, JNDI-n, és ADSI-n keresztül.

## Támogatott rendszerek
- Windows 2000
- Windows Server 2003
- SUSE Linux Enterprise Server
- Red Hat Enterprise Linux
- Novell NetWare
- Sun Solaris
- IBM AIX
- HP-UX

## Hálózati címtár beállítások

A Novell nagy mennyiségű hálózati és szerver konfigurációs adatot tárol az eDirectory segítségével. Ebben a példában, a kiszolgáló neve a "ADMIN1". A képen láthatók szervezeti egységek, felhasználói csoportok, nyomtatási sorok, lemezkötetek, a szerver maga, nyomtatószerverek, Novell engedélyezések, felhasználói sablonok, biztonsági és hitelesítési szolgáltatások, titkosítási kulcs párok, Service Location Protocol, LDAP, DNS konfigurációk, DHCP konfigurációk, BorderManager szerver konfigurációk, Novell telepítési szolgáltatás, SNMP konfigurációk

Amikor a Novell megtervezte az első  könyvtárstruktúrát, úgy döntöttek, hogy nagy mennyiségű szerver működési adatokat tárolnak a könyvtáron belül és emellett csak a felhasználói fiók adatokat.  Ennek eredményeként egy tipikus Novell könyvtár egy nagy halom további objektumot tartalmaz, bemutatván magukat a szervereket és a szoftverszolgáltatásokat, ahogy ezeken  a szervereken futnak, mint egy LDAP vagy egy e-mail szoftver.
Összehasonlításképpen a Microsoft Active Directory címtára  rendkívül egyszerű, alapvetően csak gépi és felhasználói adatokat tárol a könyvtárában. Más Windows hálózati konfigurációs információ más adatbázisokon keresztül van szétszórva, mint például a Windows rendszerleíró adatbázisban, a domain név szerver és speciális szolgáltatások, mint mondjuk a globális katalógus. A Netware mindezeket a funkciókat integrálta az eDirectoryba. Még a fájl rendszer információ is tárolva van a könyvtárban, mint kötet objektum.

## Tároló
Az eDirectory 8-as verzió előtti kiadásai (akkori nevén Novell Könyvtár Szolgáltatások) egy felvétel  alapú adatbázis kezelő motort használtak, amit Recmannak neveznek, amely a NetWare operációs rendszerbe beépített „Transaction Tracking System”-re hivatkozott. A 8-as verzió óta az eDirectory (együtt a GroupWisecollaboration suit-el, kezdve az ötös verzióval) FLAIM (FLexible Adaptable Information Management) adatbázis motort használnak. A FLAIM egy nyílt forráskódú, beágyazható adatbázis motor, melyet a Novell fejlesztett és GPL licenc alatt jelentetett meg 2006-ban. Ez a változtatás lehetővé tette más platformokra való átportolását , mint például a Windows, Linux és Unix.